# Фридрих II (Лайнинген)
Вижте пояснителната страница за други личности с името Фридрих II.
Фридрих II (на немски: Friedrich von Saarbrücken, Friedrich II von Leiningen, † 1237) от род Валрамиди, е граф на Саарбрюкен и Лайнинген.

## Биография
Той е вторият син на граф Симон II († сл. 1207), граф на Саарбрюкен, и съпругата му Лиутгард фон Лайнинген († сл. 1239), дъщеря на Емих III, граф на Лайнинген.
Фридрих наследява Графство Лайнинген от чичо си Фридрих I, брат на майка му, който умира ок. 1200 г. Преди 1212 г. той си строи замък Харденбург при Дюркхайм за резиденция.
Граф Фридрих II фон Лайнинген умира през 1237 г. и е погребан във фамилната гробница на манастир Хьонинген.

## Фамилия
Фридрих се жени за Агнес фон Еберщайн (* ок. 1190, Ной Еберщайн; † март 1263), дъщеря на граф Еберхард III фон Еберщайн († 1219) и Кунигунда фон Андекс († сл. 1207). Тя е братовчедка на унгарската кралица Гертруда от Мерания. Те имат дванадесет деца:
- Симон фон Лайнинген-Дагсбург († ок. 1234/1235), женен I. 1223/между януари и септември 1224 г. за графиня Гертруд фон Дагсбург (* 1206; † 19/30 март 1225), II. на 29 август 1227 г. за Жана д' Аспремон
- Фридрих III († 1287), граф на Лайнинген, ландграф в Шпайергау, женен пр. 29 септември 1242 г. за графиня Аделхайд фон Кибург (* ок. 1220; † 1282)
- Емих IV († 1281), женен I. за Елизабет д' Аспремон († 1264), II. на 15 март 1265 г. за Маргарета фон Хенгебах († 1291/1299)
- Бертхолд († 1285), епископ на Бамберг
- Хайнрих († 1272), епископ на Шпайер († 1272)
- Валрам († 1284), домпропст към Вормс
- Еберхард († 1231), доминиканец във Вормс
- Кунигунда († сл. 1236), омъжена за Вернер IV фон Боланден († 1258/1262), майка на Фридрих фон Боланден, 1272 – 1302 епископ на Шпайер
- дъщеря, омъжена за Куно фон Малберг „Велики“, господар на Финстинген († 1262)
- Зигмунд
- дъщеря, омъжена за граф Конрад I/III фон Цолерн, бургграф на Нюрнберг († 1260/1261)
- Агнес († 13 май 1285), омъжена пр. 1266 г. за граф Ото III фон Ваймар-Орламюнде († 1285)